# Ganga Vibes
Ganga Vibes est un groupe de reggae marocain. Il est un des premiers groupes marocains à pratiquer le reggae.
Les membres du groupe viennent d'horizons musicaux différents : Mahmoud et Anass jouaient dans un groupe de reggae, Hani et Adnan faisaient du rock et Anass et Khalid expérimentaient la musique électronique avec des instruments acoustiques. Le groupe est ainsi influencé par différents styles musicaux.
Le groupe est créé en 2003, lorsque Mahmoud Bassou, auteur, chanteur et compositeur du groupe, cherchant des musiciens pour l’accompagner sur un projet de groupe de reggae, rencontre Anass le bassiste et Adnan le guitariste, rejoints ensuite par d’autres musiciens. La formation joue rapidement dans plusieurs grandes scènes marocaines telles que le festival L’boulevard en 2007 et la scène off du festival d’Essaouira ainsi que plusieurs concerts donnés à travers le royaume.
En 2005, certains musiciens quittent le groupe et sont remplacés par d'autres : ainsi Hani le guitariste soliste et Khalid le claviériste rejoignent le groupe. Ganga vibes participe au festival Transes Atlantic où il joue aux côtés de tyrone Downie (The Wailers), le Festival de Casablanca pour chanter en duo avec les Allemands Gentleman and The Far East Band, et en tête d’affiche du festival L’boulevard aux côtés de Dub Incorporation…
L’année 2007 est marquée par la sortie en décembre du single Penses !, classé premier au top 40 marocain pendant six semaines, ce qui a propulsé la popularité du groupe et lui a permis de continuer son avancée.